# Palaua babelthuapi
Palaua babelthuapi é uma espécie de gastrópode da família Euconulidae.
É endémica de Palau.